# Deiregyne
Deiregyne – rodzaj roślin z rodziny storczykowatych (Orchidaceae). Obejmuje 24 gatunki występujące w Ameryce Środkowej w takich krajach jak: Gwatemala, Honduras, Meksyk.

## Systematyka
Rodzaj sklasyfikowany do podplemienia Spiranthinae w plemieniu Cranichideae, podrodzina storczykowe (Orchidoideae), rodzina storczykowate (Orchidaceae), rząd szparagowce (Asparagales) w obrębie roślin jednoliściennych.
Wykaz gatunków
- Deiregyne alinae Szlach.
- Deiregyne callifera Salazar & Hern.-Cardona
- Deiregyne chartacea (L.O.Williams) Garay
- Deiregyne cochleata Szlach., R.González & Rutk.
- Deiregyne densiflora (C.Schweinf.) Salazar & Soto Arenas
- Deiregyne diaphana (Lindl.) Garay
- Deiregyne eriophora (B.L.Rob. & Greenm.) Garay
- Deiregyne falcata (L.O.Williams) Garay
- Deiregyne flavoferruginea (Szlach.) J.M.H.Shaw
- Deiregyne hagsateri (Szlach.) J.M.H.Shaw
- Deiregyne hio (Szlach.) J.M.H.Shaw
- Deiregyne nonantzin (R.González ex McVaugh) Catling
- Deiregyne obtecta (C.Schweinf.) Garay
- Deiregyne pallens (Szlach.) Espejo & López-Ferr.
- Deiregyne pseudopyramidalis (L.O.Williams) Garay
- Deiregyne pterygodium Szlach.
- Deiregyne ramirezii R.González
- Deiregyne rhombilabia Garay
- Deiregyne sheviakiana (Szlach.) Espejo & López-Ferr.
- Deiregyne tamayoi Szlach.
- Deiregyne tenorioi Soto Arenas & Salazar
- Deiregyne thelyrnitra (Rchb.f.) Schltr.
- Deiregyne velata (B.L.Rob. & Fernald) Garay
- Deiregyne velutina (Szlach.) J.M.H.Shaw